# 陈炳焜

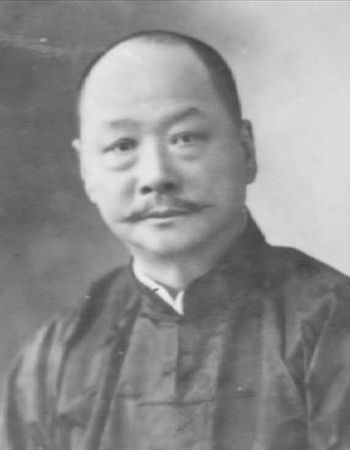
陈炳焜

陈炳焜（1868年11月11日—1927年9月1日），字舜琴，广西省柳州府马平县人，清末民初军事将领，旧桂系要人之一，与岑春煊、陆荣廷并称广西“前三杰”。

## 生平

### 在旧桂系的崛起
1885年（光緒11年），陈炳焜入龙州，任广西提督衙門的衛士。以後数年間，他和日后旧桂系的领袖陸荣廷、譚浩明等交好。1891年（光緒17年），出任鎮南营哨長，后升任軍指揮官。1904年（光緒30年），入陸荣廷的荣字营，升任营務处兼附中营管带。同年，孫文（孫中山）发动鎮南关起义，陈炳焜夺回了孫文部队占据的砲台，立下軍功。1908年（光緒34年），龙州開設广西陸軍講武堂，陈炳焜入堂学习。毕业後，广西新軍成立，陈炳焜被任命为新軍第2標標統。
辛亥革命后，陸荣廷出任广西副都督，后掌握广西实权。1912年（民国元年）2月，陳炳焜被陸荣廷任命为广西都督府軍政司司長。翌年，陸荣廷被袁世凱任命为广西都督兼民政長，陳炳焜被任命为桂軍第1師師長，驻扎桂林。后晋升陆军中将。二次革命爆发后，陳炳焜奉陸荣廷之命镇压革命派。民国3年（1914年）7月，陳炳焜任桂軍第1師師長兼桂林鎮守使。
1915年（民国4年）12月袁世凱称帝，陸荣廷表面赞同，秘密开始反袁活動。陸荣廷称病回家郷武鳴，广西事務交陳炳焜暂时代理。護国战争爆发后的1916年（民国5年）3月15日，随陸荣廷发表广西独立及反袁宣言。陸荣廷进军湖南省，（後转往广東省），派莫荣新进军广東省，派陳炳焜留守南寧。1週後的3月22日，袁世凯取消皇帝即位，6月6日袁世凯死去。继任大总統的黎元洪任命陸为广東督軍、陳为广西督軍。陳炳焜为推进军事近代化，于1917年（民国6年）5月设立学兵模範营，以曾留学日本的人士为中心，组织精鋭部隊。

### 两广统治之不振
1917年4月10日，陆荣廷被任命为两广巡阅使，陳炳焜改任署广东督军。7月，张勋在北京拥溥仪复辟，任命陈炳焜为广东巡抚，但他沒有就任。9月，孫文等在广州组织军政府，陳炳焜试图夺去陳炯明手中兵力，但是失败，因此与军政府不和。广东、广西两省曾在6月宣告“自主”，不遵行北京命令，10月23日，潮梅镇守使莫擎宇突然宣佈直隸中央，不受陈炳焜指挥，段祺瑞政府借机于27日褫夺陈炳焜督军职务，广东省內粵军领袖亦群起要求陆荣廷把陈炳焜解职他调。11月20日，奉陆荣廷命卸任回广西。同年12月起，任两广讨龙军总司令。1918年（民国7年）6月2日，陆荣廷委任他为广西省長。1年后，他辞去省長职务，隐居柳州。
1921年（民国10年）4月，被陸荣廷起用为護軍使，参与策划进军广東。但是，孫文主动反击，讨伐广西（「援桂」），第二次粤桂战争中陳炳焜敗北，逃往天津。自此，陳炳焜完全从軍事及政治舞台告别。后前往香港居住。1926年回到柳州。
1927年（民国16年）9月1日，陳炳焜在柳州逝世。享年60岁（满58歳）。

## 家庭
陈炳焜最初育有六个女儿，第七个孩子是其长子陈思仁。
- 四女儿：陈思行
  - 四女婿：袁克相（袁世凯的第十三子）
- 长子（排行第七）：陈思仁
- 侄孙：陈伯平，抗日战争烈士
- 侄孙女：陈守善，中共革命烈士[1]